# Lijst van titulaire bisdommen
Er zijn meer dan 2000 titulaire bisdommen in de Rooms-Katholieke Kerk en deze worden opgelijst in de volgende artikels .
- Lijst van titulaire bisdommen (A)
- Lijst van titulaire bisdommen (B-I)
- Lijst van titulaire bisdommen (L-M)
- Lijst van titulaire bisdommen (N-S)
- Lijst van titulaire bisdommen (T-Z)